# Silvanoprus fagi
Silvanoprus fagi é uma espécie de insetos coleópteros polífagos pertencente à família Silvanidae.
A autoridade científica da espécie é Guérin-Méneville, tendo sido descrita no ano de 1844.
Trata-se de uma espécie presente no território português.